# Horama tibialis
Horama tibialis är en fjärilsart som beskrevs av Butler 1876. Horama tibialis ingår i släktet Horama och familjen björnspinnare. Inga underarter finns listade i Catalogue of Life.